# Constitutio Criminalis Theresiana

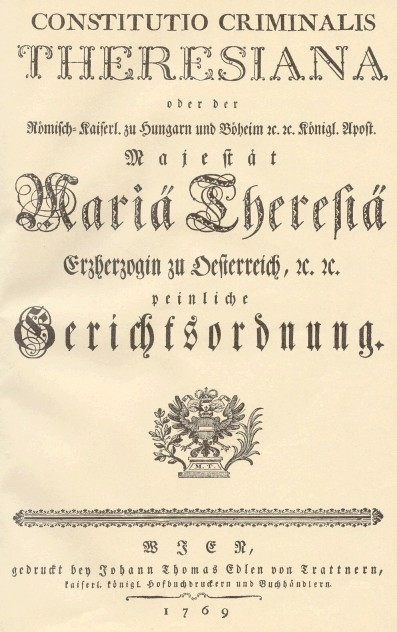
Prima pagina di un'edizione a stampa della Constitutio Criminalis Theresiana

La Constitutio Criminalis Theresiana (chiamata anche Nemesis Theresiana o semplicemente Theresiana) fu una raccolta di leggi penali emanata nel 1768 dalla sovrana austriaca Maria Teresa (1717–1780). Grazie alla Theresiana fu possibile stabilire un diritto sostanziale e processuale penale uguale per tutti i territori governati dagli Asburgo di Austria e Boemia. Nelle regioni di Ungheria, Belgio e Lombardia, sempre governate dagli Asburgo, tali leggi non si applicavano. La raccolta è talvolta considerata un codice, sebbene sia più corretto considerarla una consolidazione, poiché non possiede tutte le caratteristiche proprie dell'accezione contemporanea di codificazione che inizierà ad essere delineata solo dal secolo successivo dopo l'opera napoleonica.
Secondo le nuove idee dell'illuminismo, e in particolare recependo le proposte di Cesare Beccaria, le disposizioni contenute nel nuovo codice limitarono sostanzialmente l'uso della tortura giudiziale, ampiamente presente nell'ordinamento precedente, anche se tale pratica verrà abolita completamente solo nel 1776. Il mantenimento della tortura e delle pena di morte fu ampiamente criticato dal giurista e filosofo Joseph von Sonnenfels.
La pena capitale sarà poi abolita per mezzo della Constitutio Criminalis Josephina emanata Giuseppe II d'Austria, figlio di Maria Teresa, nel 1787 sebbene nella pratica fosse già in disuso dal 1781.